# 瑞穗鄉
瑞穗鄉，舊稱「水尾」，位於臺灣花蓮縣中南部，介於中央山脈與海岸山脈之間，花東縱谷的中段，鄉境內有北回歸線穿越。族群結構上主要為隸屬臺灣原住民族的阿美族，其它尚有閩南人、客家人等漢族與撒奇萊雅族、太魯閣族、泰雅族、布農族、卑南族、噶瑪蘭族等原住民族，地方通行語為阿美語與台灣客家語。
瑞穗鄉的經濟產業主要為農業與觀光業，酪農業、畜牧業、養殖業等為其次，為花蓮縣推廣農業結合觀光的重要鄉鎮，有秀姑巒溪泛舟、溫泉、舞鶴茶園等觀光代表，其中又以秀姑巒溪泛舟最為名聞遐邇。農業主要生產稻米、文旦、鳳梨花、茶葉、西瓜、蔬菜，其中以天鶴茶、鶴岡文旦與統一瑞穗鮮乳最為知名。境內的瑞穗溫泉、瑞穗牧場、舞鶴茶園、北回歸線標誌公園，皆為主要的觀光景點。

## 歷史
瑞穗鄉舊稱「水尾」，意思是秀姑巒溪之尾。

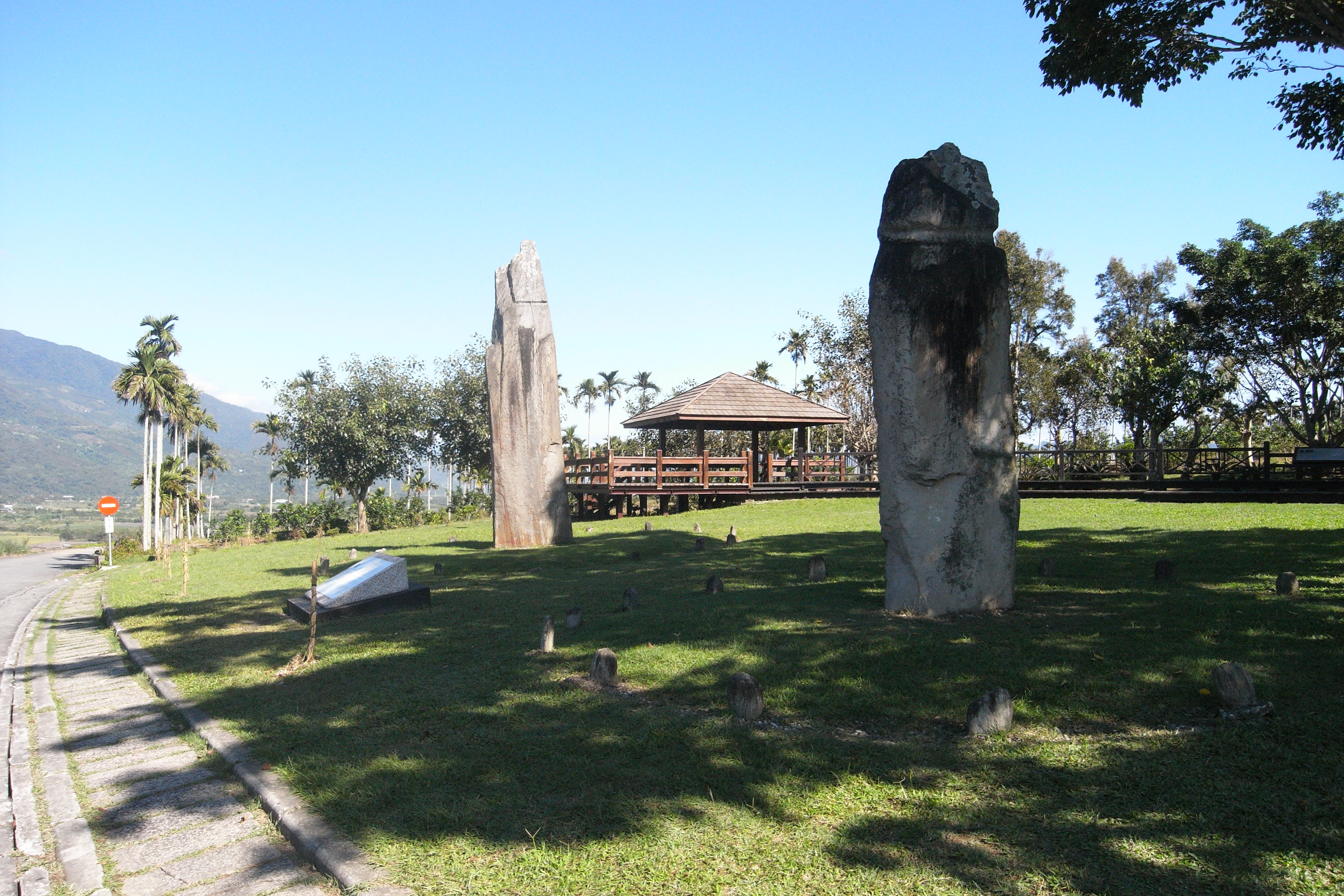
掃叭石柱現況

瑞穗地區在史前時期已有人類在此活動，並留下掃叭石柱遺址。依據考古學家的研究，該遺址屬於新石器時代，距今約有三千多年，最主要的文化相是卑南文化和麒麟文化。
在19世紀中後期漢人前來墾拓之前，此地為原住民的居住地，尤以阿美族為主，依據口述歷史調查，較早的部落有奇美、莫魯漲、蘭阿散、阿多蘭、烏鴉立、青山、梧繞（烏漏）、加納納等。
早在1812年（清嘉慶17年），便有漢人至今吉安鄉一帶拓墾的記載；其後的1825年（道光5年）、1851年（咸豐元年）分別又有大批漢人至今壽豐鄉志學村、花蓮市豐川（國裕里、國強里、國慶里交界地區）一帶拓墾；1853年（咸豐3年）則另有一小批漢人璞石閣（今玉里鎮客人城）拓墾。但直到1874年（同治13年）牡丹社事件發生時，瑞穗地區仍無任何漢人拓墾的記載。
牡丹社事件發生後，清政府為加對臺灣東部的主權行使，由總理船政大臣沈葆楨來臺辦理防務，推動「開山撫番」的軍民屯墾政策，分北、中、南三路向東臺灣開闢道路。1875年（光緒元年）正月，中路統領臺灣鎮總兵吳光亮率部築路，由林杞埔社寮經大水窟、坑頭扺達璞石閣，再往北築路至水尾（今瑞穗鄉瑞美村），此乃本鄉有漢人開闢之始。其後屯墾的軍民安頓下來，逐漸形成漢人聚落。
在清領時期的20年間，清政府的開山撫番政策導致多次的原住民抗清事件。在本鄉發生的重大衝突有1877年（光緒3年）的奇密社事件、1878年（光緒4年）的加禮宛事件及1888年（光緒14年）的大庄事件，都是因開闢道路、拓墾土地、賦稅問題所引起。
日治時期，總督府鑒於此地稻米結穗纍纍，而取其諧音（水尾的日文發音為Mizuo）以日本神社「豐葦原之瑞穗國」的字句，易「水尾（みずお、歷史假名遣：みづを）」為「瑞穗（みずほ、歷史假名遣：みづほ）」。
1930年，國田正二將咖啡引進瑞穗舞鶴台地，獲得馬有岳等仕紳幫助。
1937年（日本昭和12年）花東進行地方改制，在此設置「瑞穗庄」，庄役場設於瑞穗聚落，劃歸花蓮港廳鳳林郡管轄。其轄區有大和（含加禮灣、乾真巷、大農場、阿羅朗等部落）、白川、瑞穗（含水尾、舊水尾、打麻園山腳等部落）、鶴岡（含烏漏、屋拉力、青山等部落）、奇美（原稱猴子山）、舞鶴（含掃叭頂、加納納、馬立雲等部落）等地區。
1945年（民國34年）日本戰敗，同年10月25日國民政府接收臺灣。隔年1946年（民國35年）1月11日成立花蓮縣政府，並將地方行政區由原郡、市、街、庄改為區、市、鎮、鄉。瑞穗庄因而改制為瑞穗鄉，隸屬花蓮縣鳳林區，並重新分村劃鄰，將大和大字劃分為大和、大豐、大農等三個村，白川大字劃分為馬遠、富源、富民、富興等四個村，瑞穗大字劃分瑞穗、瑞美、瑞良、瑞西（祥）、瑞北、紅葉等六個村，連同原有的鶴岡、奇美、舞鶴，合計共16個村。同年5月15日將紅葉、馬遠二村劃併萬里成立萬里鄉（今萬榮鄉）。1947年（民國36年）3月1日，將大和、大豐、大農三個村劃併入新成立的光復鄉，並確立轄區至今。同年12月31日裁撤鳳林區署，瑞穗鄉改為直隸花蓮縣政府管轄。

## 地理

### 地形
瑞穗鄉位於花東縱谷平原，西臨中央山脈，東倚海岸山脈，南有舞鶴台地，中間屬秀姑巒溪及其支流所形成的諸多錐形沖積扇，地勢較為平坦，為主要之農牧業生產地區。舞鶴台地、奇美谷地坡度較為和緩，盛產茶、水果等經濟作物。

### 地質
瑞穗地區產出之蛇紋岩體零散分布在打馬燕山、尊古安山兩構造地塊和紅葉溪上游，常與角閃石片岩、綠簾石角閃石岩、藍閃石片岩及石榴子石—雲母片岩等共生。

### 水文
瑞穗鄉全鄉屬於秀姑巒溪流域。秀姑巒溪本流由南向北，在全鄉最南端流入本鄉，形成與玉里鎮的邊界。蜿蜒流至猴子灘始脫離鄉鎮界而進入鄉內，經奇美部落流至斷石灘後，成為一小段與豐濱鄉的天然邊界，流至傾舟灘後轉向東流入豐濱鄉境內，約4公里後入海。
紅葉溪是秀姑巒溪的一大支流，發源於萬榮鄉虎頭山，在紅葉聚落流入本鄉，將舞鶴台地與本鄉其他地區切開，在秀山橋東南方約1公里處匯入秀姑巒溪。
富源溪古名馬蘭鉤溪，又稱麻子漏溪，為秀姑巒溪的另一大支流。該溪發源於萬榮鄉倫太文山南麓，在富源森林遊樂區附近流入本鄉，由北而南貫穿鄉境，在瑞美聚落東南方約1公里處匯入秀姑巒溪。

### 氣候
瑞穗鄉氣候上屬熱帶季風氣候。依據臨近的中央氣象局成功氣象站實測資料，推估瑞穗鄉氣候資料如下，值得注意的是，雖然平均溫度類似成功鎮，但因位於花東縱谷，日溫差明顯大於花東海岸的成功鎮：
| 瑞穗 （1991年至2020年）  | 瑞穗 （1991年至2020年） | 瑞穗 （1991年至2020年） | 瑞穗 （1991年至2020年） | 瑞穗 （1991年至2020年） | 瑞穗 （1991年至2020年） | 瑞穗 （1991年至2020年） | 瑞穗 （1991年至2020年） | 瑞穗 （1991年至2020年） | 瑞穗 （1991年至2020年） | 瑞穗 （1991年至2020年） | 瑞穗 （1991年至2020年） | 瑞穗 （1991年至2020年） | 瑞穗 （1991年至2020年） |
| 月份                     | 1月                     | 2月                     | 3月                     | 4月                     | 5月                     | 6月                     | 7月                     | 8月                     | 9月                     | 10月                    | 11月                    | 12月                    | 全年                    |
| ------------------------ | ----------------------- | ----------------------- | ----------------------- | ----------------------- | ----------------------- | ----------------------- | ----------------------- | ----------------------- | ----------------------- | ----------------------- | ----------------------- | ----------------------- | ----------------------- |
| 平均高温 °C（°F）        | 22.4 (72.3)             | 22.9 (73.2)             | 24.3 (75.7)             | 26.7 (80.1)             | 29.0 (84.2)             | 30.7 (87.3)             | 31.8 (89.2)             | 31.6 (88.9)             | 30.7 (87.3)             | 28.8 (83.8)             | 26.4 (79.5)             | 23.5 (74.3)             | 27.4 (81.3)             |
| 平均低温 °C（°F）        | 16.5 (61.7)             | 16.9 (62.4)             | 18.3 (64.9)             | 20.6 (69.1)             | 22.8 (73.0)             | 24.6 (76.3)             | 25.2 (77.4)             | 25.0 (77.0)             | 24.2 (75.6)             | 22.6 (72.7)             | 20.4 (68.7)             | 17.8 (64.0)             | 21.2 (70.2)             |
| 平均降雨量 mm（）        | 84.2 (3.31)             | 74.4 (2.93)             | 85.1 (3.35)             | 116.9 (4.60)            | 214.1 (8.43)            | 231.8 (9.13)            | 276.7 (10.89)           | 293.1 (11.54)           | 366.3 (14.42)           | 333.4 (13.13)           | 139.7 (5.50)            | 77.1 (3.04)             | 2,292.6 (90.26)         |
| 平均降雨天数（≥ 0.1 mm） | 16                      | 16                      | 17                      | 16                      | 18                      | 14                      | 19                      | 12                      | 16                      | 16                      | 17                      | 15                      | 184                     |
| 平均相對濕度（％）       | 78                      | 80                      | 82                      | 84                      | 86                      | 86                      | 83                      | 83                      | 82                      | 79                      | 78                      | 76                      | 81                      |
| 来源：                   |                         |                         |                         |                         |                         |                         |                         |                         |                         |                         |                         |                         |                         |

### 人口
根據花蓮縣政府民政處統計，2024年底瑞穗鄉戶數約4.7千戶，人口約1.1萬人，鄉內人口最多與最少的村分別是瑞美村與奇美村，2024年底兩村人口分別為2,082人與328人。

### 族群
瑞穗鄉除了極少數外省籍外，其餘住民皆為本省籍，包括閩南人、客家人及原住民。依據瑞穗鄉戶政事務所之統計資料，2010年11月底，設籍於瑞穗鄉之原住民人口有 5,062人，約佔全鄉總人口數的 35.62％，其中人口平地原住民有 4,578人，山地原住民則僅有 484人。
就族群別來看，瑞穗鄉境內之原住民包括泰雅族、布農族、撒奇萊雅族及阿美族（秀姑巒）等四個族群，其中阿美族最多，約佔全鄉原住民總人口數的94.26％，布農族次之，泰雅族則最少，僅約1.78％。

## 政治

### 歷任首長
| 任次 | 姓名   | 備註 |
| ---- | ------ | ---- |
| 1    | 劉英成 |      |
| 2    | 彭玉祥 |      |
| 3    | 彭玉祥 |      |
| 4    | 林俊德 |      |
| 5    | 薛阿升 |      |
| 6    | 楊朝枝 |      |
| 7    | 石朝富 |      |
| 8    | 石朝富 |      |
| 9    | 林傳欽 |      |
| 10   | 林傳欽 |      |
| 11   | 許榮盛 |      |
| 12   | 許榮盛 |      |
| 13   | 賴義家 |      |
| 14   | 饒欣奇 |      |
| 15   | 許榮盛 |      |
| 16   | 許榮盛 |      |
| 17   | 陳進光 |      |
| 18   | 陳進光 |      |
| 19   | 吳萬德 | 現任 |

### 鄉政組織
瑞穗鄉公所是瑞穗鄉最高層級的地方行政機關，在中華民國政府架構中為鄉自治的行政機關，同時負責執行縣政府及中央機關委辦事項，瑞穗鄉的自治監督機關為花蓮縣政府。鄉長由全體鄉民直接選舉產生，任期為四年，可連選連任一次。瑞穗鄉公所並置鄉政會議，為鄉政最高決策機構，在鄉長之下，設有6課2室等8個內部單位及2個附屬機關。
瑞穗鄉民代表會是瑞穗鄉的最高民意機關，代表瑞穗鄉全體鄉民立法和監察鄉政。鄉民代表由公民直選選出，任期為四年，可連選連任。瑞穗鄉民代表會共有11位鄉民代表，分別為第一選區6席鄉民代表、第二選區1席鄉民代表、第三選區4席平地原住民鄉民代表，主席、副主席由11位鄉民代表互選產生。

### 行政區
| 瑞穗鄉行政區劃                                                                       |
| 富源村 富民村 富興村 鶴 岡 村 奇 美 村 瑞 北 村 瑞穗村 瑞美村 瑞良村 瑞祥村 舞 鶴 村 |

## 經濟

### 農牧業

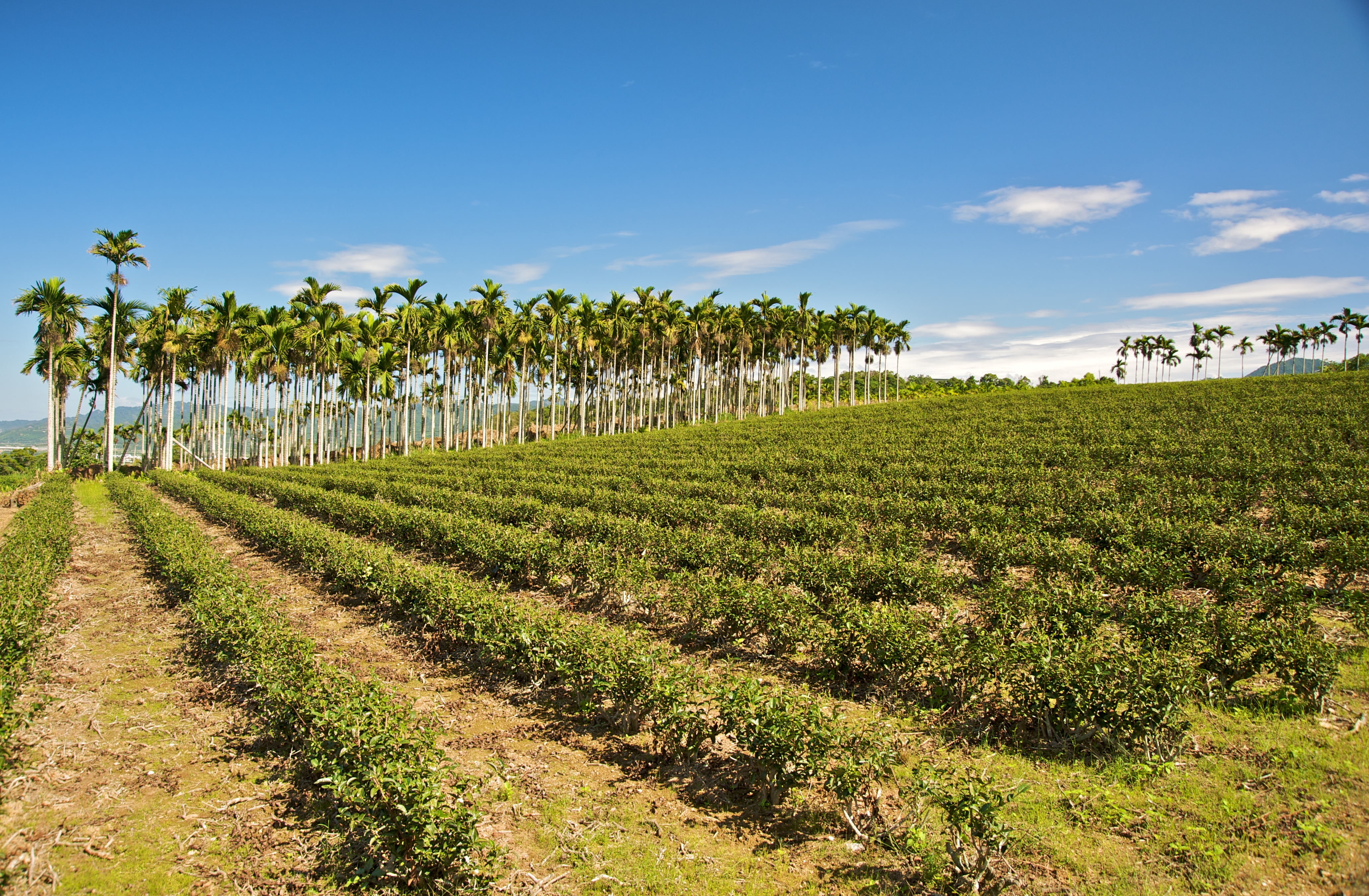
茶園

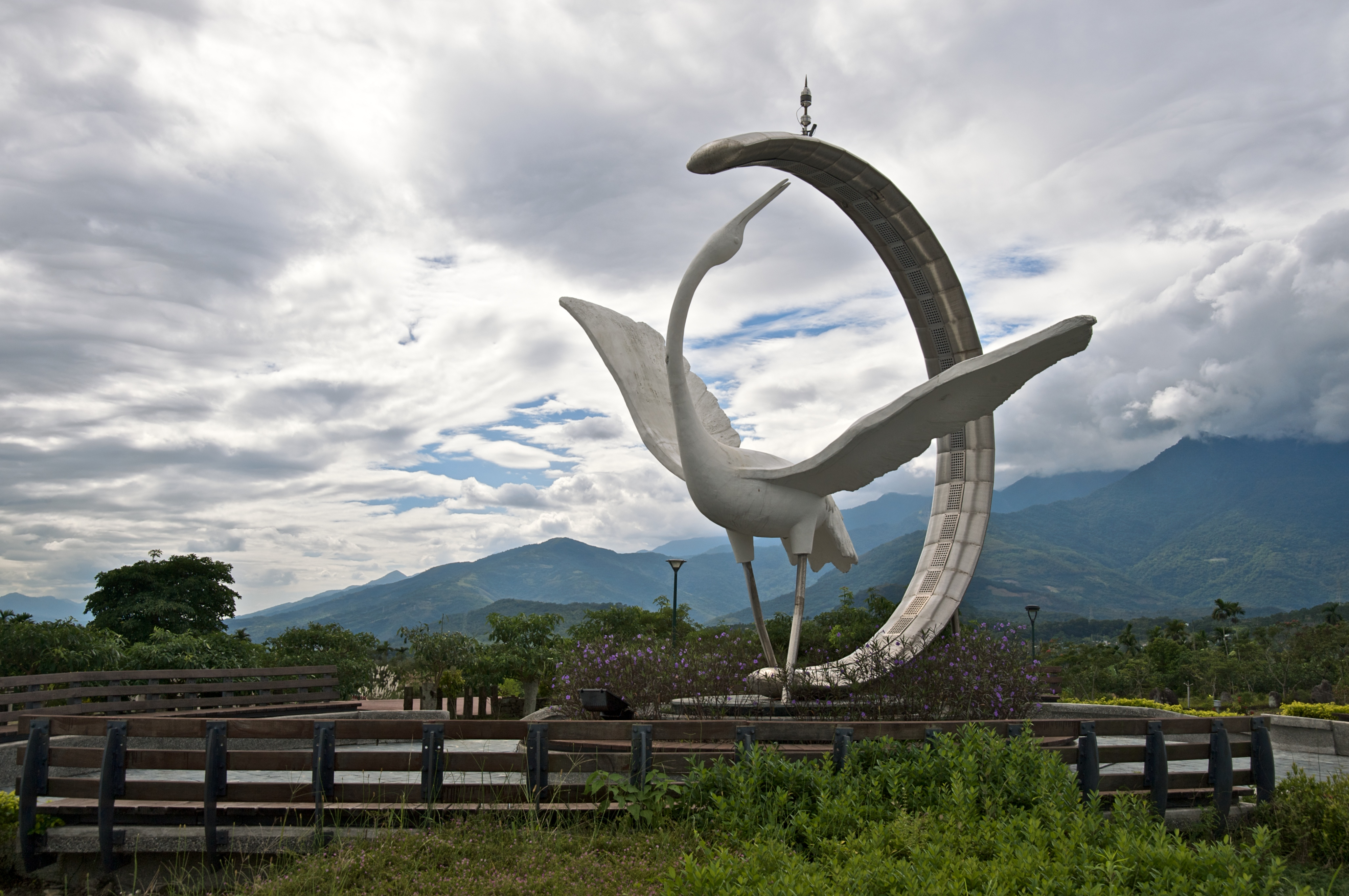
天鶴茶

農業是瑞穗鄉最主要的產業，就業人口約佔全鄉總人口數的三分之一。耕地大約分為水田、旱田、山坡地，具有全台最大的旱作灌溉區，設置有養蠶、玉米、西瓜、乳牛專業區。農產品大宗為文旦、甘蔗、西瓜、鳳梨、茶葉、木瓜及小米椒等。
瑞穗地區早在日治時期就已成立菸草專業區，歷史悠久。菸田主要分佈在瑞祥村，在1970年代是種菸最盛的時期，當時田裡最主要的作物就是菸草，而村內菸樓林立。從1980年代起，因種菸的利潤下降，菸農逐年減少，原有從業人口紛紛轉業、轉種別的作物，或是改建為牧場用以養牛。
富興社區為全臺最大的土鳳梨產地，每年7月至9月的鳳梨產季時，富興的鳳梨田中長滿顆顆飽滿多汁的鳳梨。當地社區另規劃休閒農業，搭配輕軌小火車進行社區周遭景點遊覽
舞鶴台地北有紅葉溪潤澤，南有秀姑巒溪沖刷，早年農民在此種植咖啡、陸稻、香茅草、木薯、鳳梨等作物。1973年（民國62年），在行政院農發會、台灣省政府農林廳、台灣省茶葉改良場之輔導下改種茶樹，由於地理環境適合，所生產之茶葉厚嫩，風味絕佳。茶農多自產自銷焙製茶葉，並以半發酵茶為主。1979年（民國68年）行政院農發會主委李崇道博士巡視茶區，品茗之餘大為讚賞，乃命名為「天鶴茶」以紀念茶葉研發者錢天鶴博士。目前已有部分茶園改建為度假村及民宿，發展成觀光茶園。
瑞穗地區自1980年代開始發展酪農業，延續至今已成為瑞穗鄉的重點產業之一，更是花蓮縣境內乳牛養殖區規模最大的鄉。瑞穗牧場於1987年底共同組成瑞穗乳牛產銷第一班，曾獲得全省乳牛產銷班評鑑第一名，並於1998年度獲得優良農業產銷班之殊榮，使得瑞穗牧場所生產的統一鮮乳，已儼然成為高品質鮮乳的代名詞。同時在鄉公所與農會共同努力下，佔地寬廣的牧場已成為熱門的旅遊及生態教育景點。

### 工商及服務業
依據行政院主計處2007年工商及服務業普查資料，瑞穗鄉的工商及服務業之產業結構狀況如下表所示。在第二級產業中，製造業、營造業的企業家數高居前兩名，且家數差距甚小；然而在從業員工數方面，營造業反高於製造業，顯見本鄉製造業廠商規模不大。礦業及土石採取業的企業家數與從業員工數均排名第三，水電燃氣業則最少。
在第三級產業中，批發、零售及餐飲業的企業家數與從業員工數均遙遙領先其他行業。金融、保險及不動產業之企業單位數，雖然在該產業中最少，但其從業員工數卻多過運輸、倉儲及通信業與工商服務業，此現象固然與該行業一般規模較大有關，然而亦有可能與本鄉秀姑巒溪泛舟行業興盛有著相當程度的關聯性。
| 調查項目   | 調查項目             | 企業家數 | 企業家數 | 從業員工數 | 從業員工數 |
| 產業類別   | 產業類別             | 家數     | 百分比   | 人數       | 百分比     |
| ---------- | -------------------- | -------- | -------- | ---------- | ---------- |
| 第二級產業 | 礦業及土石採取業     | 8        | 1.38%    | 53         | 3.75%      |
| 第二級產業 | 製造業               | 34       | 5.87%    | 139        | 9.85%      |
| 第二級產業 | 水電燃氣業           | ─        | 0.00%    | 26         | 1.84%      |
| 第二級產業 | 營造業               | 33       | 5.70%    | 221        | 15.65%     |
| 第二級產業 | 小計                 | 75       | 12.95%   | 439        | 31.09%     |
| 第二級產業 | 佔該年經濟人口數比例 | 3.91%    | 3.91%    | 3.91%      | 3.91%      |
| 第三級產業 | 批發、零售及餐飲業   | 360      | 62.18%   | 580        | 41.08%     |
| 第三級產業 | 運輸、倉儲及通信業   | 20       | 3.45%    | 77         | 5.45%      |
| 第三級產業 | 金融、保險不動產     | 2        | 0.35%    | 108        | 7.65%      |
| 第三級產業 | 工商服務業           | 10       | 1.73%    | 25         | 1.77%      |
| 第三級產業 | 其他                 | 112      | 19.34%   | 183        | 12.96%     |
| 第三級產業 | 小計                 | 504      | 87.05%   | 973        | 68.91%     |
| 第三級產業 | 佔該年經濟人口數比例 | 8.67%    | 8.67%    | 8.67%      | 8.67%      |
| 總計       | 總計                 | 579      | 100.00%  | 1.412      | 100.00%    |

資料來源 ：行政院主計處九十六年工商及服務業普查資料

## 宗教與民俗
由於中華民國憲法保障人民有信仰的自由，瑞穗鄉鄉民的信仰也趨向多元化，共有道教、佛教、一貫道、天主教、基督教等宗教傳播中，另有原住民傳統的祖靈信仰。
鄉內主要的道教宮觀有三元宮、保安宮、力天宮、慈天宮、福安宮等；佛教寺院有東大寺、溪峰禪寺、般若精舍、妙印蘭若、聖覺學苑；道佛混合寺廟有青蓮寺、聖安宮；一貫道道場有長聖榮園；陰廟則有昭忠祠。天主教有瑞穗、富民兩座教堂。基督教長老教會有瑞穗、富源、北岡、鶴岡、瑞北、瑞良、加拉拉、奇美、馬立雲等教會；台灣聖教會有瑞西、掃叭頂兩座佈道所；萬國聖經研究會則有富源、瑞北兩個分會。其他的宗教團體尚有同具佛教背景的瑞穗居士會及國際佛光會瑞穗分會。
青蓮寺為瑞穗鄉鄉民傳統信仰中心，前身為興建於清光緒年間的慈聖宮，為一簡陃之茅草。1924年（大正13年）改建為三廳二院的磚瓦建築，並改為今名。其後經多次修建，於1986年（民國75年）始整建完善，建材多採用瑞穗當地盛產的蛇紋石，極富地方特色。寺內除奉祠傳統彿、道神祈外，還供奉著一個年代久遠的鎮寺之寶——「竹籠」。
保安宮興建於1888年（光緒14年），主祀護國城隍，從祀陰陽司、文武判官、謝范將軍，同祀其他佛、道神祇。其他另有三元宮、昭忠祠等寺廟。
瑞穗鄉的原住民大部份是阿美族，每年在七、八月農作物收成之後，各部落族人就會舉行「豐年祭」以慶祝豐收。祭典過程涵蓋了生活禮儀、歌謠、舞蹈，充分展現阿美族的特有文化，其中又以奇美村的豐年祭最具傳統特色，在阿美族部落間具有最高的權威性及指標性。奇美村豐年祭共分為捕魚祭、迎靈祭、送靈祭三階段，並提供民宿及原住民風味小吃，可深刻體驗原住民的文化與生活方式。

## 教育

### 國民中學
- 花蓮縣立富源國民中學
- 花蓮縣立瑞穗國民中學

### 國民小學
- 花蓮縣瑞穗鄉瑞穗國民小學
- 花蓮縣瑞穗鄉瑞北國民小學
- 花蓮縣瑞穗鄉瑞美國民小學
- 花蓮縣瑞穗鄉鶴岡國民小學（秀姑巒阿美族Olaw實驗小學）
- 花蓮縣瑞穗鄉奇美國民小學
- 花蓮縣瑞穗鄉舞鶴國民小學
- 花蓮縣瑞穗鄉富源國民小學

## 交通

### 鐵路

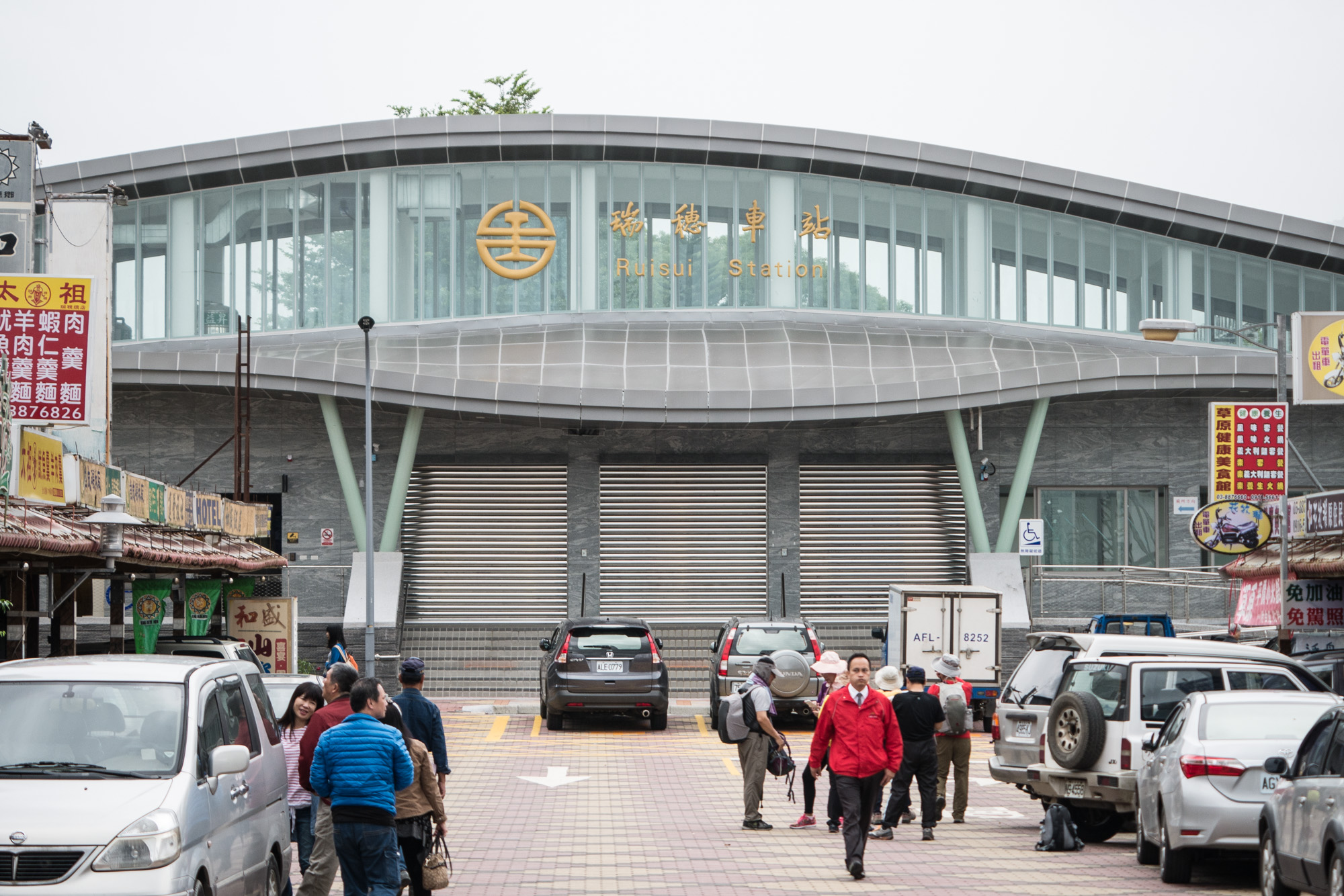
瑞穗車站

台灣鐵路臺東線是瑞穗鄉對外鐵路運輸的重要管道，經此往北可通往花蓮市，再經北迴線、宜蘭線、縱貫線則可達宜蘭、基隆、台北及台灣西部各地；往南可通往臺東，再經南迴線、縱貫線則可達屏東、高雄及台灣西部各地。
台東線鐵路在瑞穗鄉境西部以大約呈南北方向貫穿而過，原設有富源、瑞北、瑞穗三個車站，目前瑞北站已撤而僅剩兩站。
瑞穗車站是一個三等站，位於全鄉政經中心瑞穗村的鬧區，除少數特定班次以外，東線鐵路各級列車一般均有停靠，為鄉內民眾及貨物往來外地的重要出入口。富源車站也是一個三等站，位於富源村，列車停靠班次略少於瑞穗車站。瑞北車站原為一招呼站，2003年8月21日因瑞穗、富源間高架化而撤站，目前已改設為「瑞北鐵馬驛站」。

### 公路
省道台9線花東公路為瑞穗鄉對外連絡的主要公路幹道，其路線大致與鐵路台東線相近。
縣道193號是另一條對外連絡道路，其路徑大致與東線鐵路、省道台9線平行，但主要沿花東縱谷東側而行。經由此路往北可通往光復鄉的富田（太巴塱）、鳳林鎮的中興、壽豐鄉的月眉，以及吉安鄉、花蓮市、新城鄉等地，再併入省道台9線；往南則可通往玉里鎮的觀音、高寮、鐵份、樂合等地，再併入省道台9線。
本鄉另有花53線、花55線、花55-1線、花58線、花59線、花60線、花61線、花62線、花62-1線、花64線等鄉道，其中花60線（馬遠－富民）、花62線（瑞穗－紅葉）、花64線瑞港公路（瑞北－長虹橋）分別通往萬榮鄉馬遠村、紅葉村及豐濱鄉，屬於本鄉連外道路，其餘則純為鄉內各地往來的道路。
瑞穗鄉的公路客運由花蓮客運經營1122（花蓮火車站－瑞穗）、1142（光復－玉里），統聯客運經營1135（樂德線：瑞穗－玉里）、1137（光復－富里）、1143（紅葉線：瑞穗－紅葉）等。

## 觀光休閒
秀姑巒溪自瑞穗大橋至長虹橋之間長約25公里，因溪水長年沖白石，有「秀姑漱玉」之美名，昔日即以此而列名為「花蓮八景」之一。該段溪谷係切穿海岸山脈而成，河道蜿蜓曲折多變，溪水湍急並有多處激流，近年來已興起泛舟運動，成為全台最主要的泛舟場所之一。

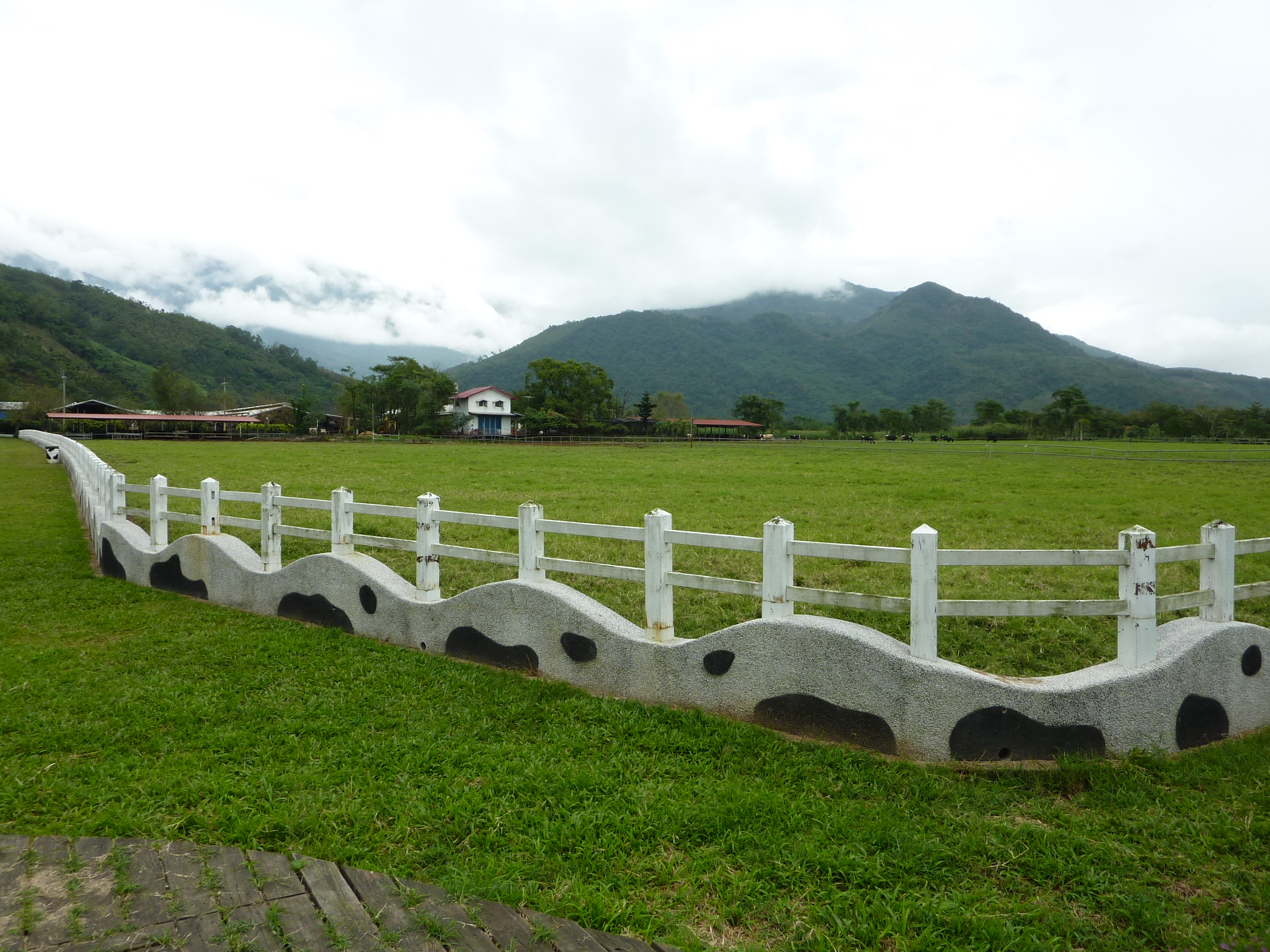
瑞穗牧場

瑞穗牧場位於舞鶴台地下方紅葉溪及秀姑巒溪匯流處，佔地約40甲。來自中央山脈的水源乾淨，因而孕育出肥美的牧草，加上空氣清新，極適合飼養乳牛。食用本地牧草的乳牛健康壯碩，所生產的乳質優良，每頭乳牛平均日產乳量達20公斤。近年來逐步朝向多元化觀光牧場發展，除了開放民眾參觀牧場設施外，還設置可讓民眾品嚐新鮮的鮮乳、鮮乳酪、鮮乳饅頭、乳製冰品等美食的戶外休閒區。每逢週休二日，牧場參觀人潮絡繹不絕，為觀光休閒農業的最佳典範之一;吉蒸牧場位在瑞穗泛舟遊客中心附近，佔地大約有十公頃，從酪農場轉為多元化的休閒園區，牧場附設商店與用餐區，還有增設大片的草地、步道、生態池、景觀樓等，以生產65度C低溫殺菌的鮮乳知名 。
舞鶴台地為台灣知名產茶區之一，其主要產品蜜香紅茶為台灣最大產區，舞鶴茶產品於民國六十年代以「天鶴茶」打開茶知名度；近年來亦復種植咖啡打開知名度，舞鶴咖啡過去於日治時期即有日本人在此成立住田咖啡株式會社，目前所產以阿拉比卡咖啡為主;瑞穗鄉之東側山坡地的鶴岡地區，亦以鶴岡紅茶與文旦(瑞穗鄉為全台灣單一鄉鎮市最大產區)聞名。

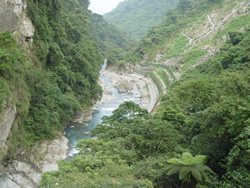
富源國家森林遊樂區

富源國家森林遊樂區，又稱蝴蝶谷，原為登山健行的地方，是台灣最大的樟樹林遊樂區，以蝴蝶谷和瀑布景觀聞名。原屬玉里林區管轄，林務局為了鼓勵民間參與公共建設，以ROT的方式讓民間經營。現在由富源蝴蝶谷溫泉渡假村負責管理。除了原有的登山步道外，富源蝴蝶谷溫泉渡假村將森林遊樂園、溫泉及渡假村結合一起。蝴蝶谷內風景優美，健行路線除了可以作森林浴外，園區內許多木製的告示牌，讓遊客更了解蝴蝶谷的自然生態；也可尋著富源溪，走到著名的景點：吊橋及瀑布。許多人會在溪邊瀑布下小憩一會兒，吸收大地的精華。

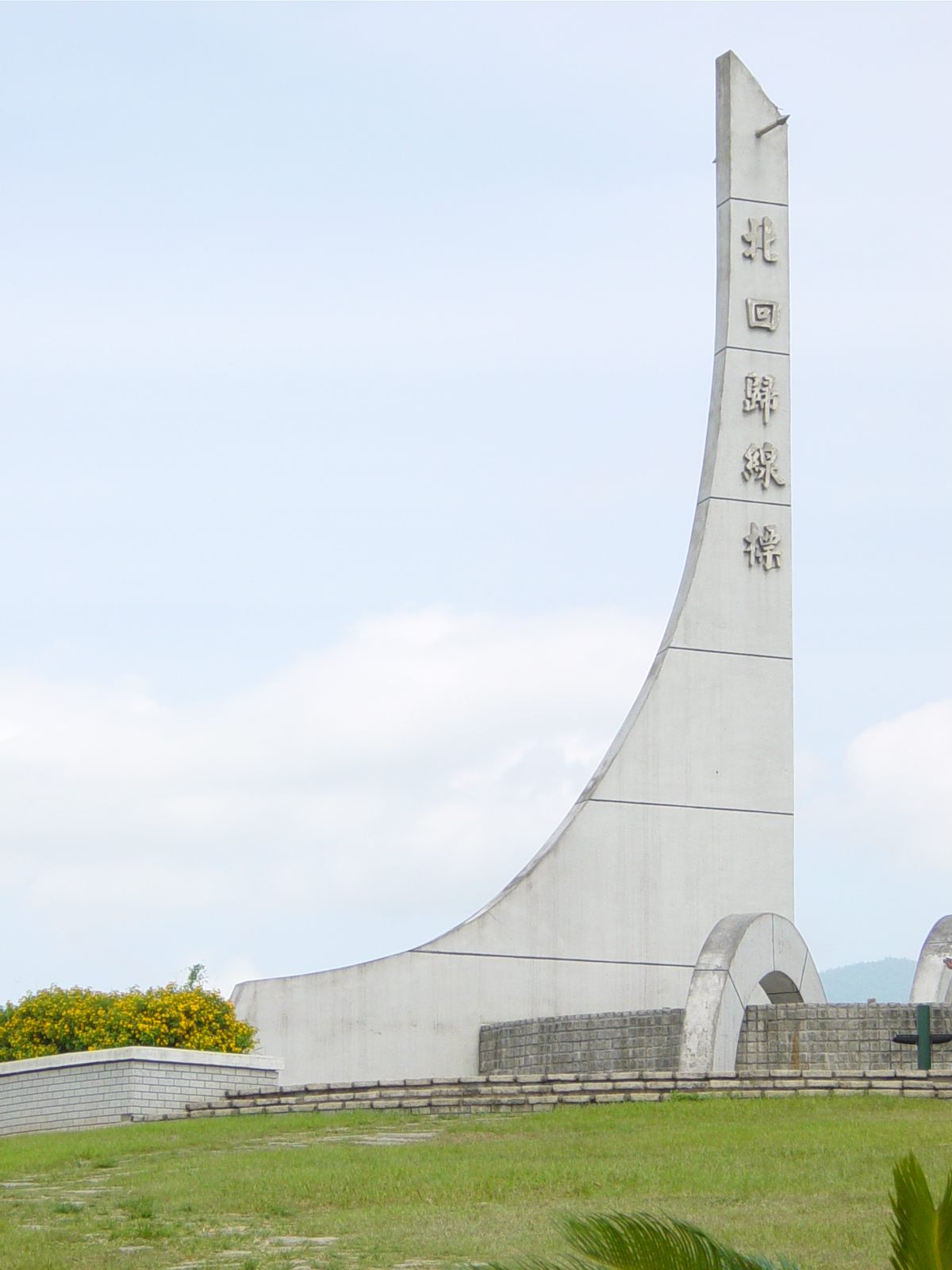
北回歸線標誌

本鄉因有北回歸線經過，故於舞鶴村花東公路旁建有一座高聳的「北回歸線碑」。該碑設計之初即考量配合地方自然景觀與人文特色，設計成呈半圓形拱門圍繞碑體的基本造型。碑體本身上細下粗，宛如一頭引頸高鳴的立鶴。幾個半圓形拱門就像鶴的尾巴。碑座四周遍植花木，並闢建成小型公園。往來遊客多在此稍作停留，並觀賞攝影留念。
紅葉溫泉位於瑞穗鄉西側溫泉路底（花62線鄉道），屬萬榮鄉轄區，溫度約50度，為水質清澈的碳酸氫溫泉，無色無臭；瑞穗溫泉位置較近，半數區域亦屬萬榮鄉轄區，溫度約45度，屬鹼性碳溫泉，水質微黃，皆為備受民眾喜愛之溫泉勝地。

## 外部連結
- 瑞穗鄉公所 （页面存档备份，存于）
- 瑞穗牧場外部連結 （页面存档备份，存于）